# Progonyleptoidellus
Progonyleptoidellus is een geslacht van hooiwagens uit de familie Gonyleptidae.
De wetenschappelijke naam Progonyleptoidellus is voor het eerst geldig gepubliceerd door Piza in 1940. 

## Soorten
Progonyleptoidellus omvat de volgende 3 soorten:
- Progonyleptoidellus fuscopictus
- Progonyleptoidellus orguensis
- Progonyleptoidellus striatus